# Thorp T-11
Pour les articles homonymes, voir T-11.
Le Thorp T-11 est un biplace léger imaginé en 1944 par John W Thorp. Il est devenu un avion très actuel en 2004 avec l'apparition aux États-Unis d'une nouvelle catégorie d'aéronefs, les Light sport aircraft (Avions sportifs légers).

## Thorp T-10 Sky Skooter
Partant du Lockheed Little Dipper monoplace développé pour l'US Army, John W Thorp dessina en 1944 un nouveau fuselage avec une cabine biplace côte à côte. Curieusement le Thorp T-10 abandonnait le train tricycle pour un train à roulette arrière, mais il conservait le moteur Franklin 2AC-99 de 50 ch. Ce projet fut rapidement abandonné au profit du Thorp T-11, plus ambitieux.

## Thorp T-11 Sky Skooter
Biplace côte à côte de tourisme dérivé du Thorp T-10, utilisant la voilure basse cantilever et le train d’atterrissage tricycle du Lockheed Little Dipper, le fuselage du Thorp T-10 et un moteur Lycoming O-145 de 65 ch. Achevé en août 1946, le premier prototype effectua son premier vol quelques jours plus tard et la certification (ATC 791) aux normes FAR Part 23 fut obtenue sans difficulté. John W Thorp espérait pouvoir vendre cet avion 1000 U$, ce qui se révéla impossible, le prix atteignant finalement 2700 U$. L’abondance d’avions légers des surplus rendus disponible avec la fin du conflit devait contraindre Thorp Aircraft à abandonner la commercialisation du Sky Skooter après la construction de trois exemplaires seulement. Le prototype T-11 vole toujours en 2006, devenu propriété de IndUS Aviation Inc qui en a racheté les droits en 2003.

## Thorp T-111 Sky Skooter
En 1952 John W Thorp ressort du placard le Thorp T-11 Sky Skooter, proposé jusqu’en 1961 aux constructeurs amateurs sous forme de kit avec un moteur Continental C-90 de 90 ch. 5 exemplaires seulement semblent avoir été construits.

## Thorp T-211 Sky Skooter

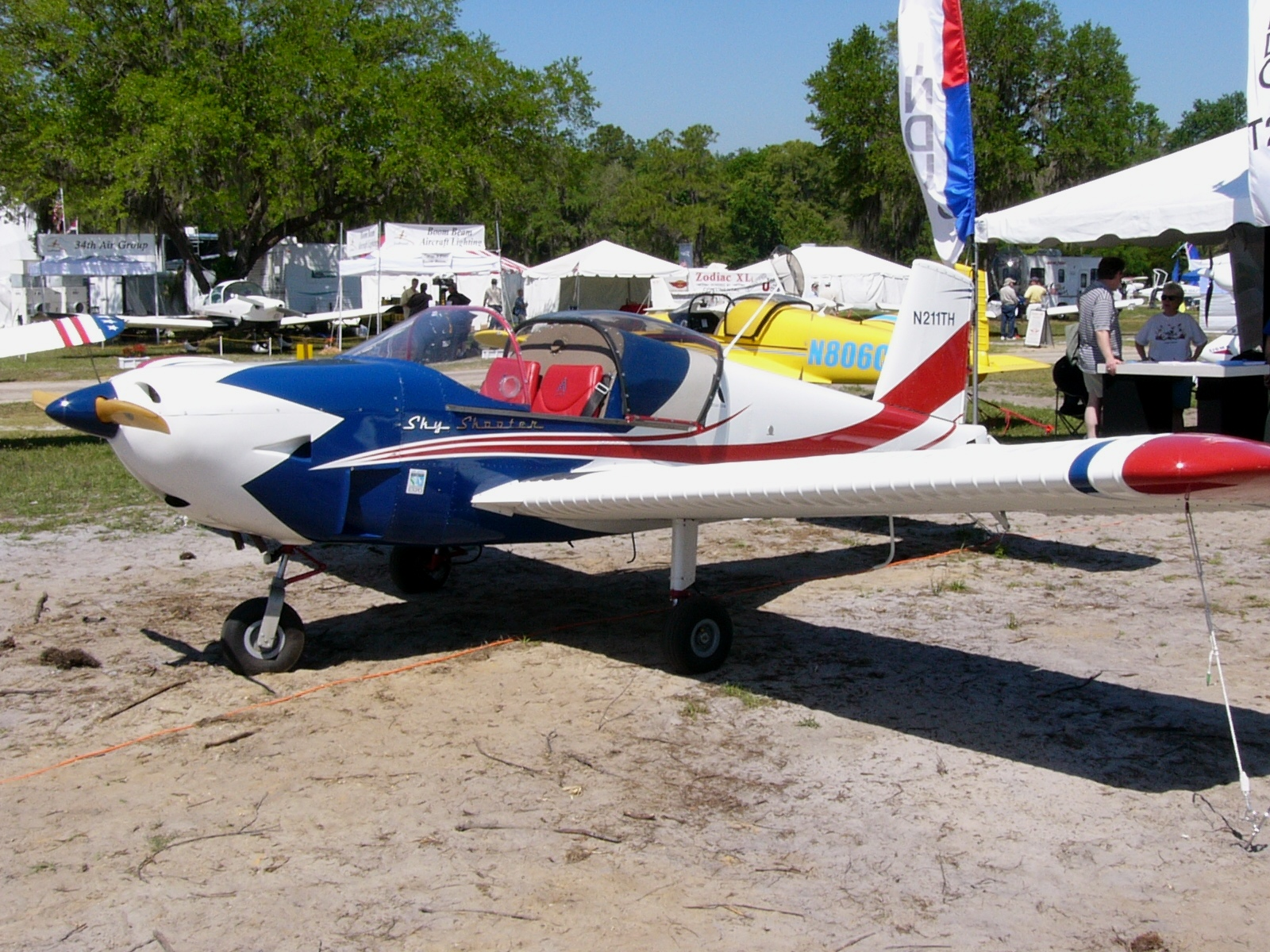
2005 T211 Sky Skooter

En 1963 le Thorp T-111 Sky Skooter fit l'objet d'une cure de rajeunissement et reçut un moteur Continental O-200 de 100 ch. Le Thorp T-211 fut commercialisé à partir de 1964, toujours en kit, par Adams Industries, puis Thorp 211 Aircraft Co et Thorp Aero Inc aux États-Unis, Venture Light Aircraft et AD Aerospace en Grande-Bretagne.

## LSA, Homebuilt ou Certified
Ayant acheté les droits de production du Thorp T-211 en 2003, IndUS Aviation Inc a relancé en 2004 la commercialisation de cet appareil qui répond à la nouvelle catégorie Light sport aircraft créée par la FAA. Trois versions sont proposées
- Thorp T-211, certifié FAR Part 23, assemblé à Dallas et destiné en particulier aux pays ou ni la construction amateur ni la catégorie LSA ne sont envisageables.
- Thorp T-211 Sport E commercialisé en kit pour les constructeurs amateurs.
- Thorp T-211 Thorpedo. Équipé d'un moteur Jabiru 3300 de 120 ch, c'est le premier avion à avoir été certifié en catégorie LSA par la FAA.